# Тетеря (деревня)
Тетеря — деревня в Первомайском районе Ярославской области России.
Входит в состав Кукобойского сельского поселения. По переписи 2010 года в деревне прописаны два человека.

## География
Западнее деревни расположены деревня Титово и административный центр сельского поселения Кукобой. Рядом также расположены несколько опустевших населённых пунктов, имеющих статус урочищ: Загоска, Слинькино и Киселка. Рядом также имеется река Тетерька.
Улиц в деревне не имеется.

## Население
| 2007 | 2010 |
| ---- | ---- |
| 2    | →2   |